# Des Moines (Washington)
Des Moines és una població dels Estats Units a l'estat de Washington. Segons el cens del 2000 tenia 29.267 habitants.

## Demografia
Segons el cens del 2000, Des Moines tenia 29.267 habitants, 11.337 habitatges, i 7.289 famílies. La densitat de població era de 1.782,3 habitants per km².
Dels 11.337 habitatges en un 30,4% hi vivien nens de menys de 18 anys, en un 47,1% hi vivien parelles casades, en un 12,2% dones solteres, i en un 35,7% no eren unitats familiars. En el 27,8% dels habitatges hi vivien persones soles el 6,9% de les quals corresponia a persones de 65 anys o més que vivien soles. El nombre mitjà de persones vivint en cada habitatge era de 2,47 i el nombre mitjà de persones que vivien en cada família era de 3,02.
Per edats la població es repartia de la següent manera: un 23,8% tenia menys de 18 anys, un 8,3% entre 18 i 24, un 31,1% entre 25 i 44, un 22% de 45 a 60 i un 14,9% 65 anys o més.
L'edat mediana era de 37 anys. Per cada 100 dones de 18 o més anys hi havia 89,4 homes.
La renda mediana per habitatge era de 48.971 $ i la renda mediana per família de 57.003 $. Els homes tenien una renda mediana de 40.007 $ mentre que les dones 30.553 $. La renda per capita de la població era de 24.127 $. Aproximadament el 5,6% de les famílies i el 7,6% de la població estaven per davall del llindar de pobresa.

## Poblacions més properes
El següent diagrama mostra les poblacions més properes.